# Oldřich IV. z Hradce
Oldřich IV. z Hradce († po roce 1383) byl český šlechtic z rodu pánů z Hradce.

## Život
Byl synem Oldřicha III. z Hradce a jeho první manželky Markéty z Korutan. Měl tři bratry.
Poprvé je zmiňován v roce 1343. Spolu s otcem a nejstarší bratrem Jindřichem byl účastníkem korunovace Karla IV. v roce 1347. Oba bratři se pak zúčastnili Karlových tažení do Horní Falce a získali za to do zástavy město Domažlice. Král také Oldřichovi potvrdil držení Hořepníku, který osvobodil od královských daní. Naposledy je Oldřich připomínán roku 1383 jako přísedící zemského soudu.

## Državy a rodina
Když si po smrti Oldřicha III. jeho čtyři synové rozdělili rodový majetek, Oldřichovi připadl Hořepník, čtvrtina Slavonic a část Řečice. K dalšímu dělení došlo v roce 1354, Oldřich je pak uváděn jako držitel dalších statků (hrad Konipas, Nový Dvůr, Ratiboř, polovina Číměře, vesnice Skrýchov, Mnich, Pleše, Plasná, Plavsko, Žirovnice). Některé statky měl společně s bratrem Menhartem, který se dal na církevní dráhu. Přibližně v této době postavili také hrad Roštejn. V roce 1366 převedl svůj díl Slavonic na moravského markraběte Jana, za což získal Hrádek; kvůli zadlužení mu ho však zakrátko prodal zpět.
S Annou, dcerou Petra I. z Rožmberka, měl pět dětí:
- Oldřich Vavák ∞ Markéta ze Šternberka
- Eliška
- Anežka ∞ Matouš Tovačovský z Cimburka
- Jindřich,[zdroj?] velkopřevor strakonických johanitů
- Jan starší z Hradce ∞ Kateřina z Velhartic